# Miskovice
Obec Miskovice (německy Miskowitz) se nachází v okrese Kutná Hora ve Středočeském kraji, zhruba 4,5 km západně od Kutné Hory při silnici I/2. Žije zde přibližně 1 200 obyvatel. Pramení zde potok Bylanka, který je levostranným přítokem říčky Vrchlice.

## Historie
První písemná zmínka o obci pochází z roku 1131.

### Územněsprávní začlenění
Dějiny územněsprávního začleňování zahrnují období od roku 1850 do současnosti. V chronologickém přehledu je uvedena územně administrativní příslušnost obce v roce, kdy ke změně došlo:
- 1850 země česká, kraj Pardubice, politický i soudní okres Kutná Hora[4]
- 1855 země česká, kraj Čáslav, soudní okres Kutná Hora
- 1868 země česká, politický i soudní okres Kutná Hora
- 1939 země česká, Oberlandrat Kolín, politický i soudní okres Kutná Hora[5]
- 1942 země česká, Oberlandrat Praha, politický i soudní okres Kutná Hora[6]
- 1945 země česká, správní i soudní okres Kutná Hora[7]
- 1949 Pražský kraj, okres Kutná Hora[8]
- 1960 Středočeský kraj, okres Kutná Hora
- 2003 Středočeský kraj, obec s rozšířenou působností Kutná Hora

### Rok 1932

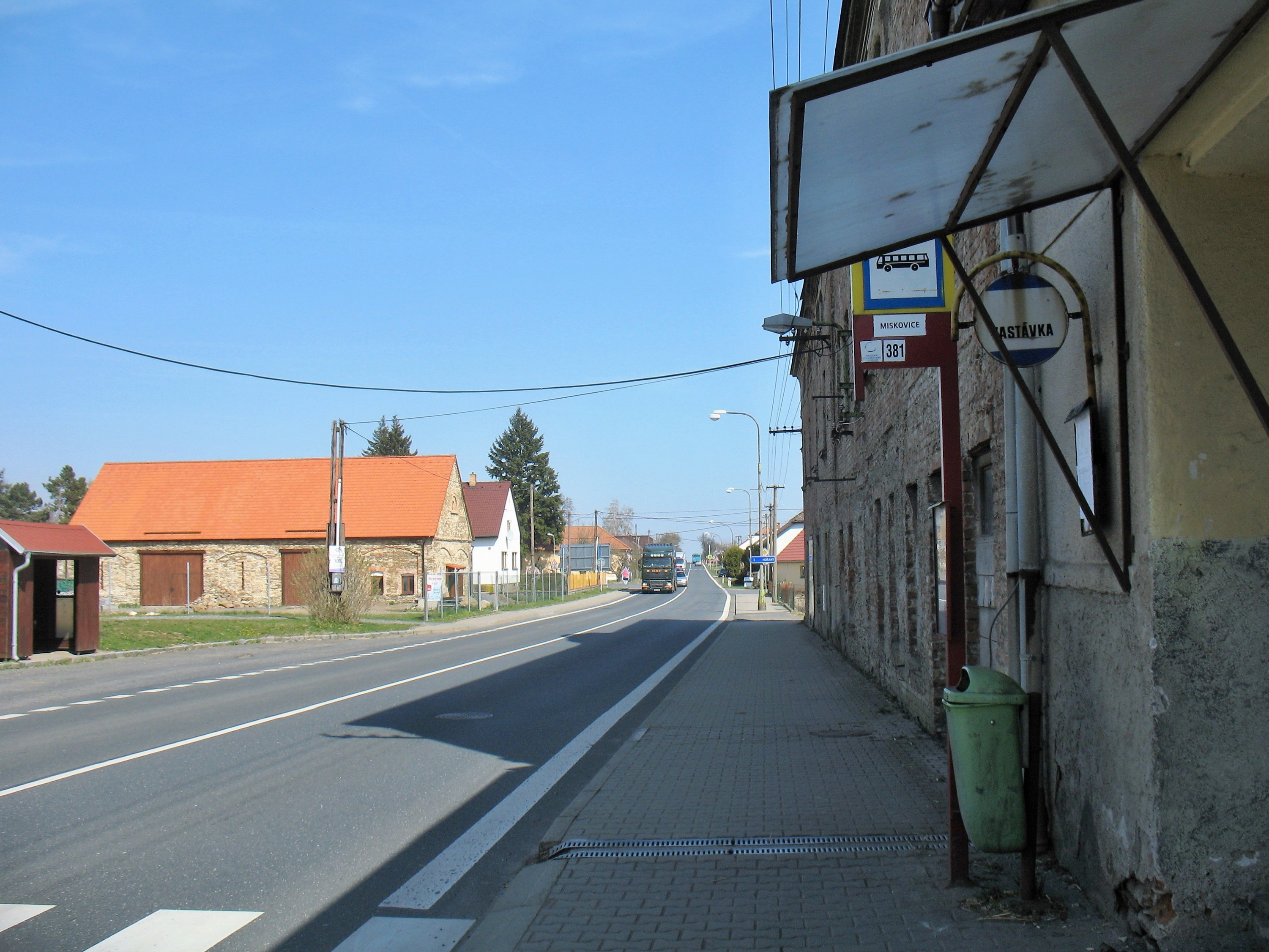
Průtah silnice I/2 u autobusové zastávky v centru Miskovic

Ve vsi Miskovice u Kutné Hory (606 obyvatel, poštovní úřad, telegrafní úřad, telefonní úřad) byly v roce 1932 evidovány tyto živnosti a obchody: čalouník, holič, 2 hostince, kolář, 2 kováři, 3 krejčí, obuvník, pekař, 3 rolníci, sedlář, 2 obchody se smíšeným zbožím, trafika, vápenka.
V obci Bylany (315 obyvatel, samostatná obec se později stala součástí Miskovic) byly v roce 1932 evidovány tyto živnosti a obchody: dlaždič, 2 hostince, 2 kováři, obchod s mlékem, 4 obuvníci, 12 rolníků, 2 řezníci, sadař, 3 obchody se smíšeným zbožím, 2 trafiky, velkostatek.
Ve vsi Hořany (168 obyvatel, samostatná ves se později stala součástí Miskovic) byly v roce 1932 evidovány tyto živnosti a obchody: sušárna čekanky, hospodářské strojní družstvo, hostinec, kovář, 4 rolníci, 2 obchody se smíšeným zbožím, trafika.
V obci Mezholezy (192 obyvatel, chudobinec, samostatná obec se později stala součástí Miskovic) byly v roce 1932 evidovány tyto živnosti a obchody: 2 hostince, 2 kováři, krejčí, 2 rolníci, obchod se smíšeným zbožím, 2 trafiky, 2 vápenky.
Ve vsi Přítoky (268 obyvatel, samostatná ves se později stala součástí Miskovic) byly v roce 1932 evidovány tyto živnosti a obchody: cihelna, 2 hostince, kovář, krejčí, 13 rolníků, sadař, obchod se smíšeným zbožím, 2 trafiky, truhlář, výroba ovocných vín, zahradnictví, zámečník, zednický mistr.

## Pamětihodnosti
- Vápenka z počátku 19. století (technická památka)
- Rozhledna na vrchu Vysoká (471 m), 1,2 km jihozápadně od Miskovic. Kovová stavba zřízena roku 2001 pro telekomunikační účely se souběžným turistickým využitím. Hmotnost konstrukce 51,5 t, výška 38 m, vyhlídková plošina ve výšce 25 m, 144 schodů.
- Zemědělský dvůr s obytným a hospodářským stavením, stodolou, bránou a brankou čp. 1 (kulturní památka). Dvůr byl postaven cca v polovině 19. století a jeho uspořádání a architektura dokládá způsob bydlení zámožnějších vrstev venkovských obyvatel v 19. století v úrodné oblasti Kutnohorska a Kolínska.

## Další části obce

### Bylany
Bylany mají celkem 90 obyvatel. Bylany jsou známi především rozsáhlými neolitickými vykopávkami. Mezi Bylany a Přítoky vyvěrá vydatný pramen (kaple a pramen sv. Vojtěcha), který ve středověku zásoboval Kutnou Horu pitnou vodou.

### Hořany
Hořany mají celkem 60 obyvatel. Na západ od osady se nachází národní přírodní památka Rybníček u Hořan, ve kterém roste rdestice hustolistá.

### Mezholezy
Osada Mezholezy má celkem 45 obyvatel. Je lokalizována jihovýchodně od vrcholu kopce Vysoká.

### Přítoky
Přítoky těsně přiléhají ke Kutné Hoře. V letech 2010-2021 dochází k výstavbě desítek nových rodinných domů. Počet obyvatel dosahuje mezi 300-400 a stále narůstá vzhledem k probíhající výstavbě. Leží na silnici č.2.

## Doprava
Obcí prochází silnice I/2 v úseku Říčany - Miskovice - Přítoky - Kutná Hora. Dále územím vedou silnice III. třídy:
- III/12554 Červené Pečky - Hořany
- III/33349 Vysoká - Mezholezy - III/33353
- III/33350 Miskovice - Mezholezy - Vidice
- III/33351 Miskovice - Hořany
- III/33352 Přítoky - III/33351
- III/33353 Přítoky - Bylany - Nová Lhota
- III/33354 Kutná Hora - Hořany - Dolany

Železniční trať ani stanice na území obce nejsou.
V místní části Hořany měla v roce 2011 zastávku autobusová linka Kolín-Červené Pečky-Kutná Hora (v pracovních dnech 12 spojů, o víkendu 3 spoje) (dopravce Okresní autobusová doprava Kolín, s. r. o.). V obci měly zastávky autobusové linky Kutná Hora-Vidice-Čestín-Uhlířské Janovice-Petrovice II,Losiny (v pracovních dnech 6 spojů) a Kutná Hora-Uhlířské Janovice-Kácov (v pracovních dnech 10 spojů) (dopravce Veolia Transport Východní Čechy, a. s.), linka Suchdol-Kutná Hora (denně mnoho spojů) (dopravce ČSAD POLKOST, s. r. o.).

## Fotografie

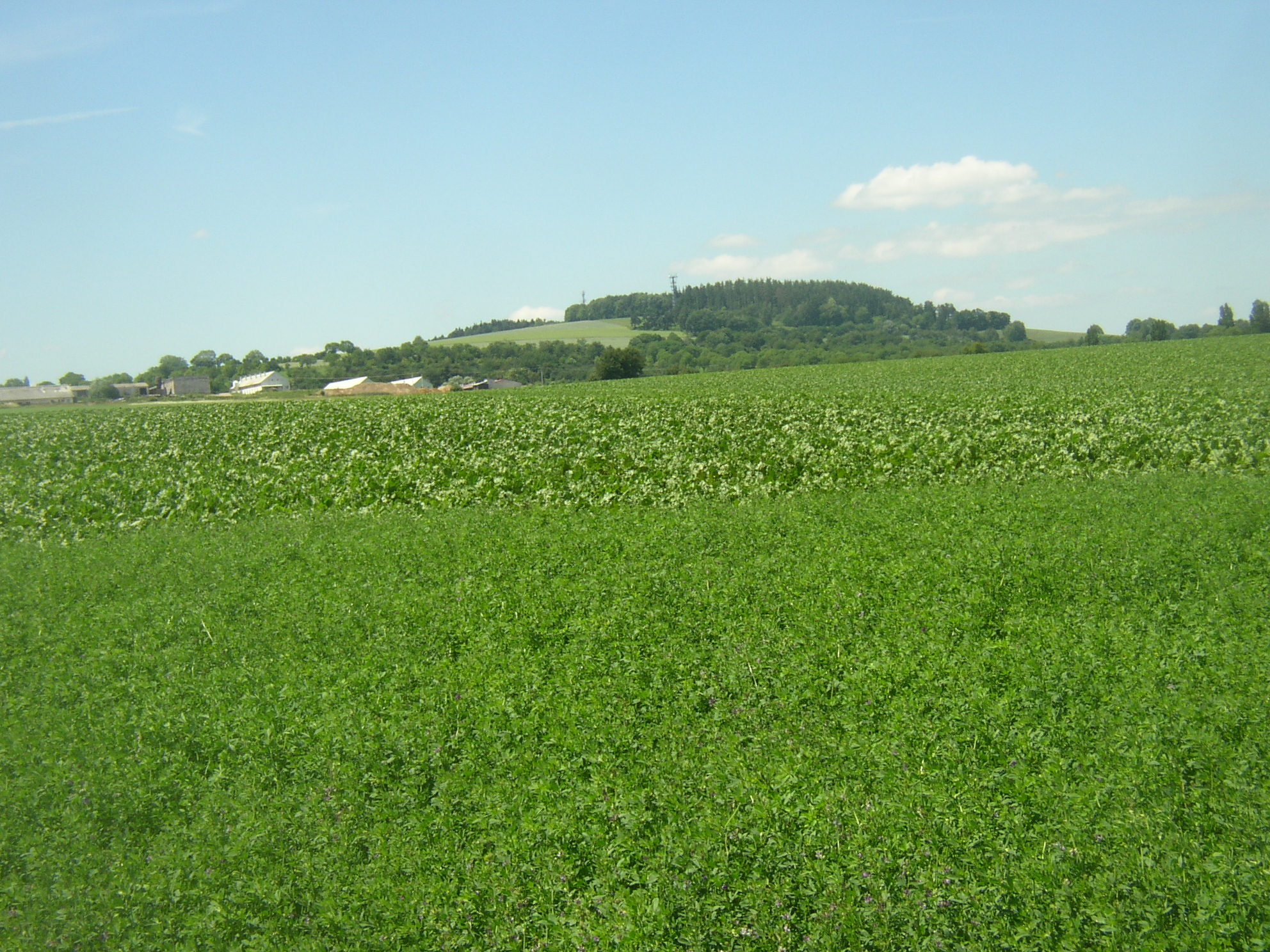
Pohled na vrch Vysoká s rozhlednou od východu, z pole mezi Bylany a Miskovicemi
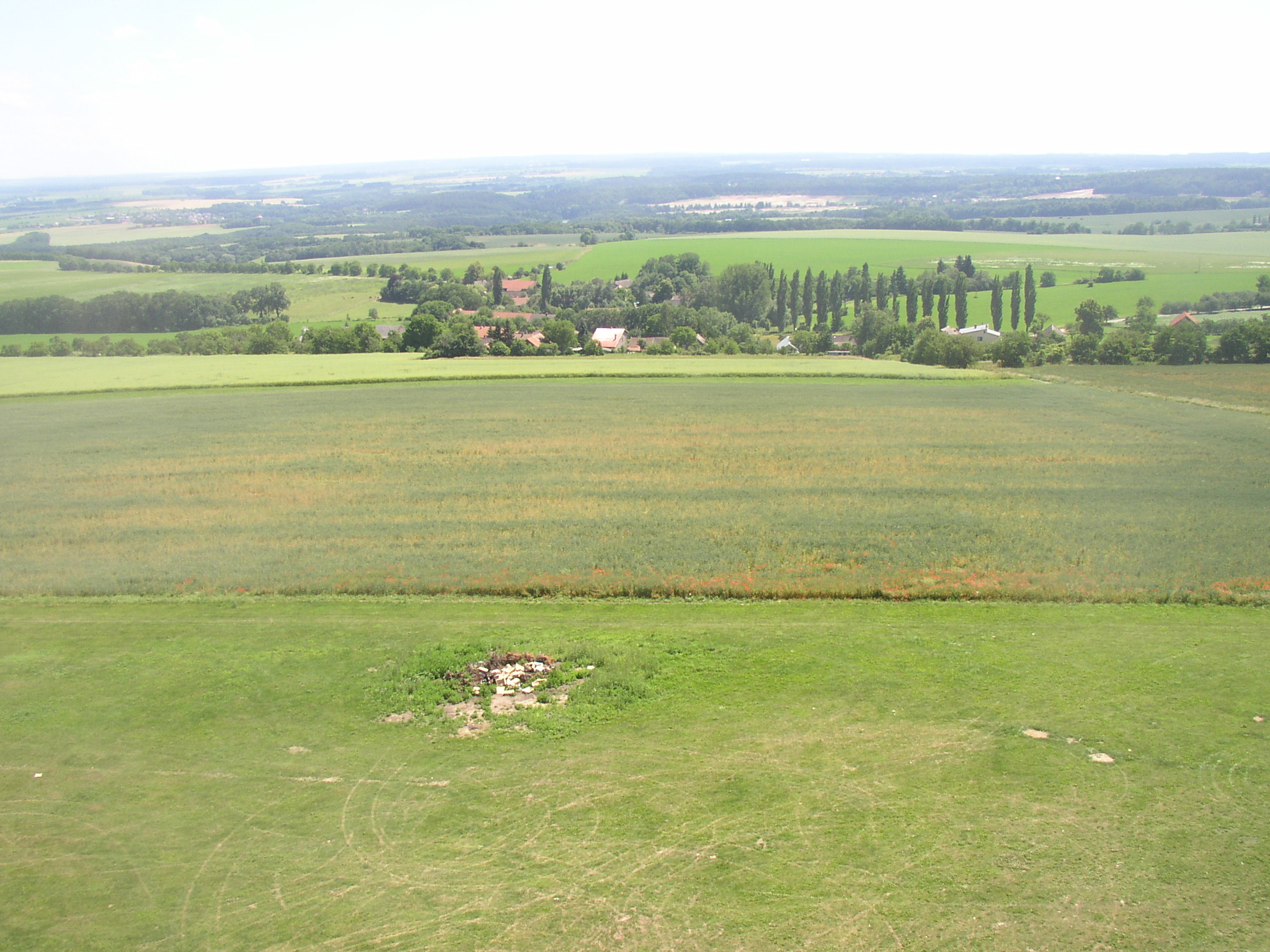
Pohled z rozhledny Vysoká jjv. směrem, na Mezholezy
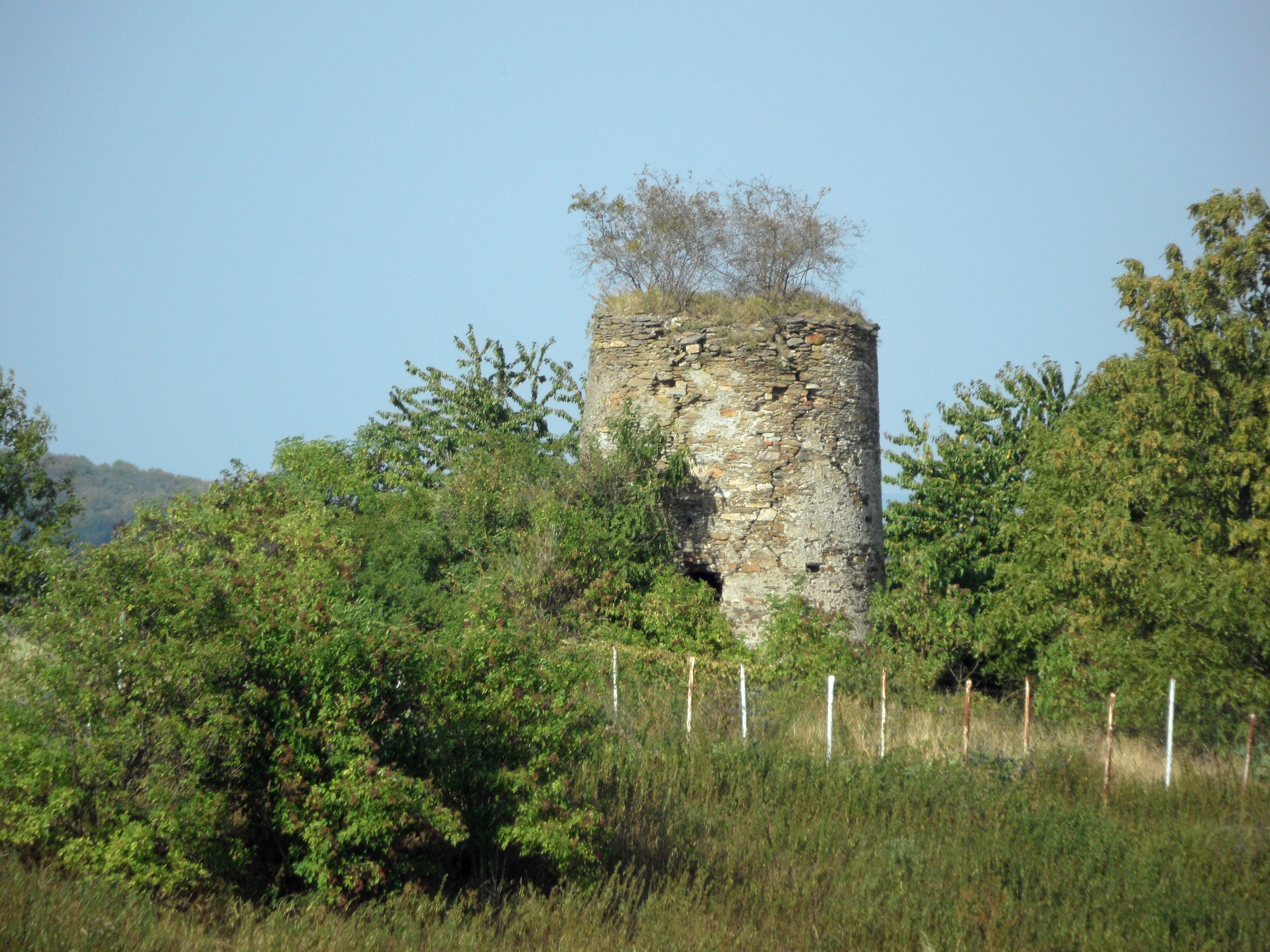
Šachtová vápenka: jedna ze čtyř vápenek u Miskovic
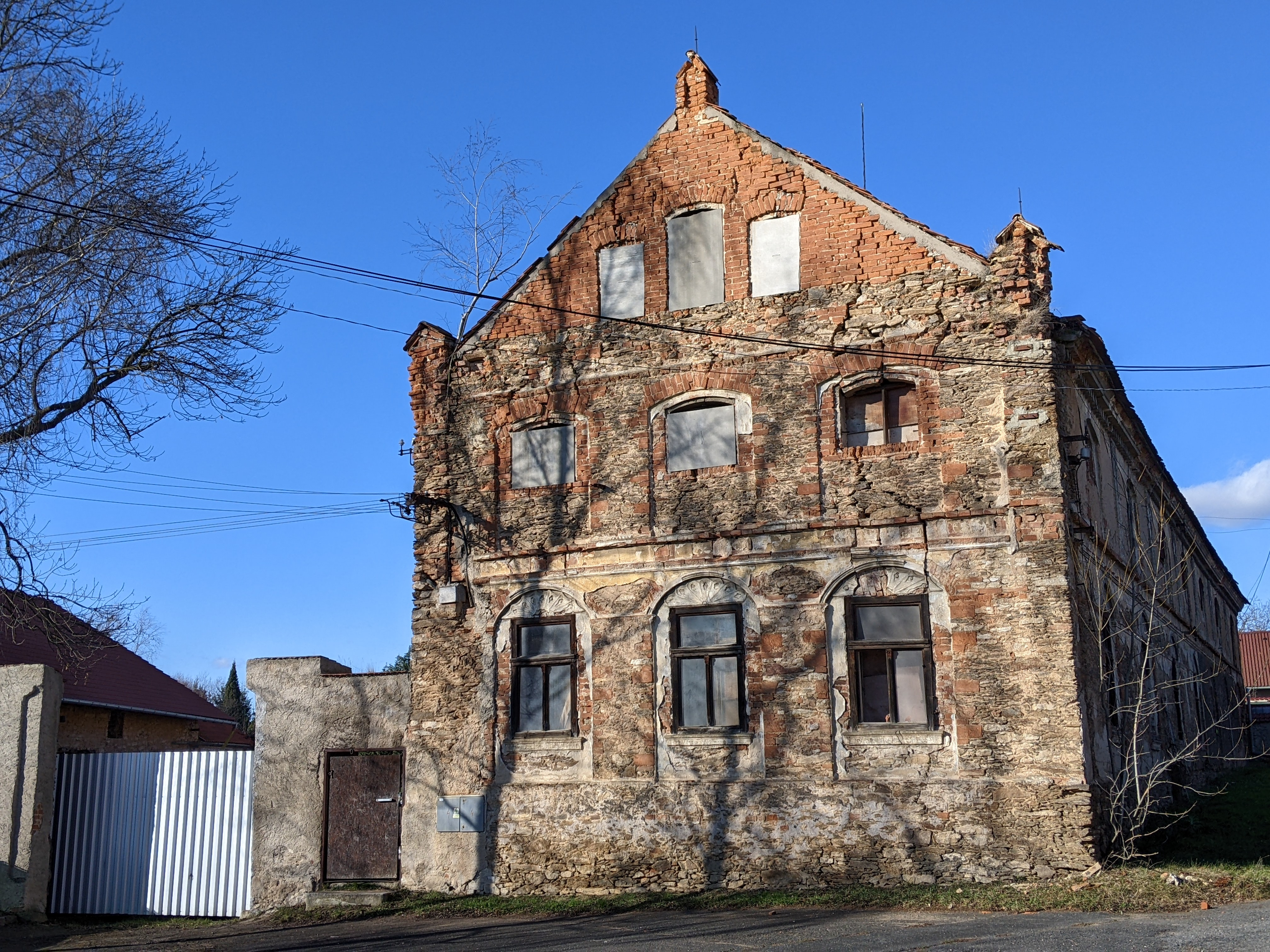
Památkově chráněný zemědělský dvůr čp. 1
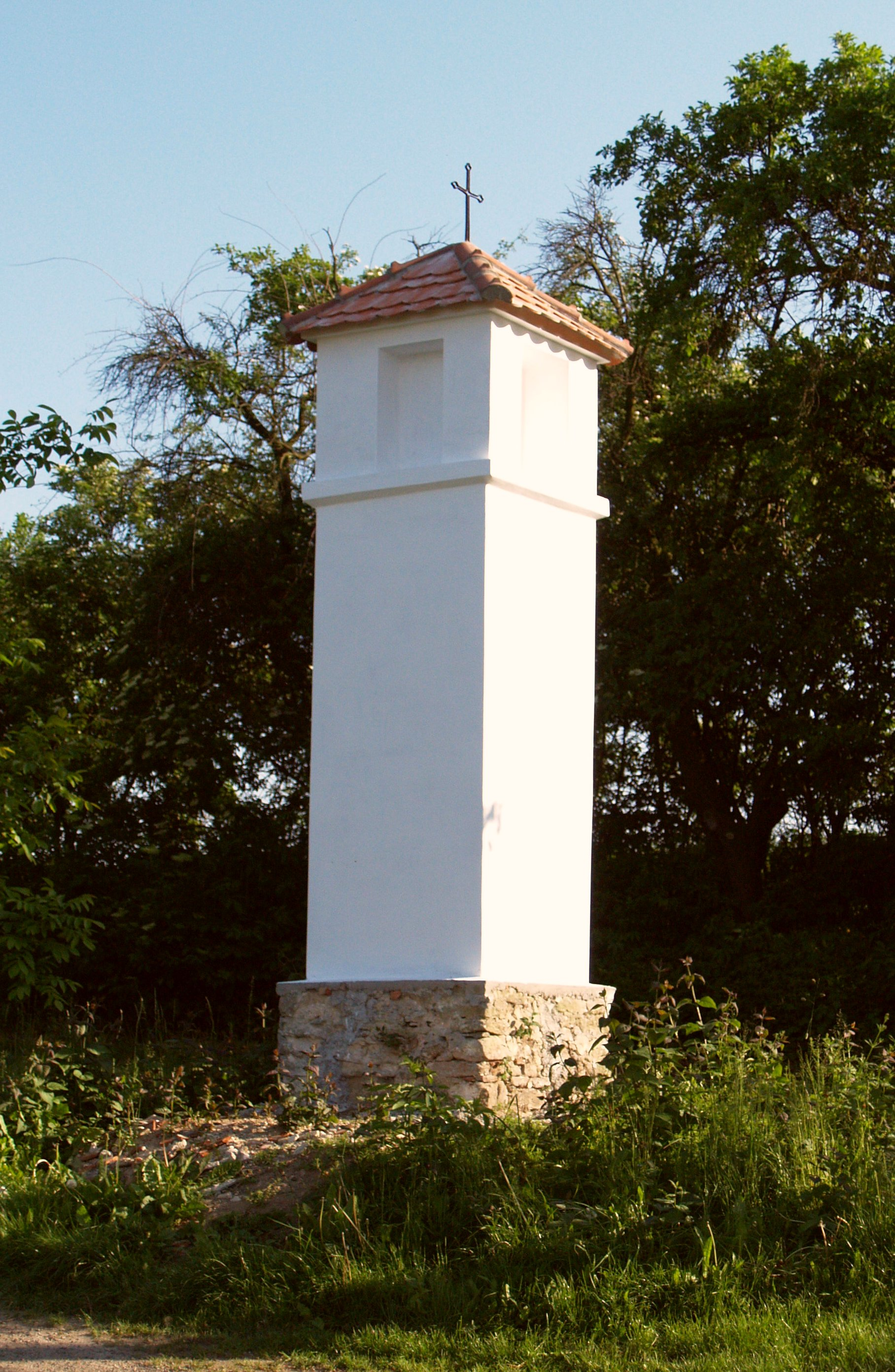
Boží muka v místní části Bylany-Markovičky